# Hieracium acidotoides
Hieracium acidotoides es una especie de planta con flor del género Hieracium, de la familia Asteraceae, orden Asterales.

## Distribución
Hieracium acidotoides se distribuye por Islandia.

## Taxonomía
Fue descrita científicamente por (Dahlst.) Dahlst. Fue publicada en Ark. Bot. 3(10): 34 (1904).